# Emerus procumbens
Emerus procumbens là một loài thực vật có hoa trong họ Đậu. Loài này được (Wight & Arn.) Kuntze mô tả khoa học đầu tiên năm 1891.